# Aneuploidia
Aneuploidia (z gr. α̉- (a-) lub (an-) – zaprzeczenie, brak, bez (czegoś) + gr. ευ̉- (eu-) – „dobry, prawidłowy, prawdziwy” + gr. -πλοος (-ploos)- -krotny, wielokrotny, mnogi, złożony” + gr. εΐδος (eidos) – „podobny do”) – określenie oznaczające zaburzenie ilości materiału genetycznego (DNA) znajdującego się w jądrze komórkowym (ploidia). Aneuploidia jest jednym z kilku zaburzeń ilości materiału genetycznego i oznacza, że jego ilość w komórkach nie jest wielokrotnością zawartości DNA w jednym garniturze chromosomów typowym dla danego osobnika lub gatunku (euploidia), ale ma wartość pośrednią.

## Aneuploidia wonkologii
Zjawisko aneuploidii jest określeniem z zakresu onkopatologii, gdyż najczęściej obserwuje się je w komórkach nowotworów złośliwych, w których w trakcie odróżnicowania się dochodzi do nieprawidłowej syntezy, replikacji i rozdziału materiału genetycznego do komórek potomnych i powielania tych zaburzeń na następne ich pokolenia (w sposób przypadkowy w poszczególnych komórkach). Ilość DNA w poszczególnych komórkach nowotworów aneuploidalnych jest zróżnicowana i jest opisywana przy pomocy rozkładów statystycznych (graficznie przedstawianych jako histogramy). Pomiar ploidii jest uważany za jeden z obiektywnych sposobów pomiaru złośliwości guza, natomiast wyraźna aneuploidia komórek nowotworu złośliwego zwykle oznacza wysoką agresywność jego rozrostu oraz świadczy o bardzo głębokim zaburzeniu cyklu komórkowego.
Metody oznaczania ploidii opierają się na pomiarach morfometrycznych (cytometrii przepływowej bądź obrazowej, czyli statycznej), które z pomocą wykresów i odpowiednich miar statystycznych określają, ilokrotnie ilość substancji genetycznej w zbiorze komórek przekracza ilość odpowiadającą jednemu garniturowi chromosomów (jako wartość odniesienia uznaje się diploidalną ilość DNA obecną w prawidłowych komórkach somatycznych u danego osobnika, oznaczaną symbolem „2c”). Zatem nie jest to pomiar w skali ciągłej, ale w skali dyskretnej lub skokowej: stąd słowo wywodzi się od pojęcia „krotności”. W przypadku aneuploidii wynik pomiaru nie może być przedstawiony w skali dyskretnej (tzw. rozkład aneuploidalny).

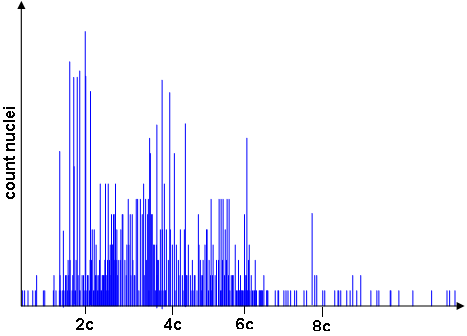
Przykład rozkładu aneuploidalnego w komórkach z biopsji cienkoigłowej z przerzutu raka pęcherza moczowego, pomiar metodą cytometrii statycznej

## Aneuploidia w biologii i genetyce
W biologii i genetyce pojęciem „aneuploidów” określa się osobniki lub komórki, u których prawidłowy zestaw chromosomów (typowy dla danego gatunku i płci) został wzbogacony lub zubożony o jeden lub więcej chromosomów (w wyniku aberracji chromosomowej).

### Przykłady aneuploidii w genetyce
- nullisomia (2n-2) – brak jednej pary chromosomów,
- monosomia (2n-1) – jedna kopia danego chromosomu,
- disomia (2n) – dwie kopie danego chromosomu (stan naturalny w komórkach somatycznych),
- trisomia (2n+1) – trzy kopie jednego chromosomu.

Przyczyną tej mutacji jest nondysjunkcja polegająca na niewłaściwym rozejściu się (braku rozejścia) chromosomów w czasie mejozy. Konkretnie dzieje się to w procesie anafazy. Główną przyczyną nondysjunkcji jest nieprawidłowo wykształcone wrzeciono podziałowe. Czynnikiem mutagennym chemicznym, który prowadzi do zaburzeń w prawidłowym wytwarzaniu wrzeciona podziałowego jest przede wszystkim kolchicyna.
Skutkami mutacji genomowej z nondysjunkcją jest powstanie chorób genetycznych, wynikających z zaburzenia prawidłowej liczby chromosomów:
- Zespół Downa – trisomia 21 pary chromosomów. Objawami są niedorozwój umysłowy, mały wzrost, nieprawidłowe proporcje ciała, zbyt duży język, wady narządów wewnętrznych.
- Zespół Edwardsa – trisomia 18 pary chromosomów. Objawami są głęboki niedorozwój umysłowy, wady rozwojowe.
- Zespół Pataua – trisomia 13 pary chromosomów
- Zespół Warkany’ego 2 – trisomia 8 pary chromosomów
- Trisomia chromosomu X
- Tetrasomia chromosomu X
- Pentasomia chromosomu X
- Zespół Turnera – monosomia chromosomów płci X. Występuje tylko u kobiet. Objawami są bezpłodność, niedorozwój jajników, mały wzrost, krępa budowa ciała.
- Zespół Klinefeltera – Występuje tylko u mężczyzn (XXY). Objawami są: bezpłodność, niedorozwój jąder, zmienione proporcje ciała, cechy kobiece w wyglądzie. Bywają anomalie seksualne.
- Zespół XYY – disomia chromosomu Y. Mężczyźni charakteryzują się wysokim wzrostem, zwiększoną pobudliwością emocjonalną, są płodni.